# Inocenc z Caltagirone
Inocenc z Caltagirone, O.F.M. Cap. (světským jménem: Giuseppe Marcinnò či Marcinò; 24. října 1589 Caltagirone – 16. listopadu 1655 tamtéž) byl italský římskokatolický duchovní, řeholník a generální ministr Řádu menších bratří kapucínů.

## Život
Narodil se 24. října 1589 v Caltagirone.
Po studiu na jezuitské škole vstoupil roku 1607 do noviciátu kapucínů a přijal řeholní jméno Inocenc. Po teologickém a filosofickém studiu byl vysvěcen na kněze. Zastával funkci provinčního ministra v Syrakusech, následně v Messině a Otrantu. 
Roku 1643 byl zvolen generálním ministrem řádu, kterým byl sedm let. Věnoval se evangelizačnímu dílu značného významu vzhledem k tehdejším dopravním prostředkům a navštívil většinu klášterů západní Evropy. Byl také vyslancem papeže Inocence X., který ho vyslal do Francie a Španělska, aby se pokusil vyřešit válku mezi oběma státy, ale bez zjevného úspěchu. Byl přítelem kapucína Francesca Cascio, se kterým navštívil několik provincií kapucínského řádu.
Po skončení služby se uchýlil do kláštera ve svém rodném městě. Zemřel 16. listopadu 1655. Byly mu připisovány četné zázraky a proroctví. Jeho hrob se stal poutním místem.

## Proces svatořečení
Proces byl zahájen 26. září 1890 v diecézi Caltagirone. Dne 3. dubna 2009 uznal papež Benedikt XVI. jeho hrdinské ctnosti.